# Union nationale des Églises protestantes réformées évangéliques de France
Ne doit pas être confondu avec Union des Églises évangéliques libres de France.
L’Union nationale des Églises protestantes réformées évangéliques de France (abrégé UNEPREF) est une Église protestante en France. 

## Histoire
À la suite du XXXe synode général de l'Église réformée de France réuni en 1872 et 1873, et de l'adoption par celui-ci d'une confession de foi, seule la majorité synodale s'attacha à celle-ci. Elle réunit des « synodes généraux officieux » jusqu'à la séparation des Églises et de l'État en 1905, puis se constitua en Union des Églises réformées évangéliques, première en nombre des Églises issues des divisions de l'ancienne Église nationale concordataire.
Les négociations en vue d'une restauration de l'unité réformée ne donnèrent pas satisfaction à une partie de l'Église réformée évangélique. Notamment, le texte de la nouvelle Déclaration de foi de l'Église réformée de France, et surtout de son « préambule liturgique », nourrissaient ses craintes quant à la possibilité d'une prédication libérale dans la nouvelle Union, scellée en 1938.
Les minoritaires de l'Église réformée évangélique, notamment les « brigades de Gardonnenque », restant fidèles à la Déclaration de foi de 1872, constituèrent alors une nouvelle Union nationale des Églises réformées évangéliques de France. Pour que cette Église puisse demeurer au sein de la Fédération protestante de France, le pasteur Marc Boegner, président de la FPF, imposa que la nouvelle Union ajoute le qualificatif indépendantes (bien que l'Église réformée de France ait abandonné cette ancienne dénomination). En abrégé on appelle l’Union EREI ou UNEREI, alors même que les églises locales sont souvent appelées ERE (sans i pour indépendante).[réf. nécessaire]
Le 15 mars 2009, lors du synode national de Bagard (30), l’UNEREI devient « Union nationale des Églises protestantes réformées évangéliques de France » (UNEPREF). 
Selon un recensement de la dénomination publié en 2020, elle disait avoir 48 églises. En 2024, elle décide de quitter le Défap, la Communion mondiale d'Églises réformées et la Conférence des Églises protestantes des pays latins d'Europe.

## Confession de foi et affiliations
Les Églises reformées évangéliques adhérent aux grandes confessions chrétiennes (Symbole des apôtres, Credo de Nicée). Elles adhèrent à la Confession de foi de la Rochelle, la première confession de foi des Églises réformées en France, et la Déclaration de foi de 1872 (la déclaration de foi des Églises réformées avant la réunification de l'Église réformée de France de 1938).
L'UNEPREF est membre de la Fédération protestante de France. Elle est membre du Conseil national des évangéliques de France (CNEF).
Au niveau international, elle est membre de la Communauté d'Églises en mission (Cevaa).

## Gouvernance
L’organisation des Églises est de type presbytérien synodal. Chaque année, les délégués de chaque église locale se retrouvent en synode. Une commission permanente, élue par le synode, assure la mise en œuvre des décisions et le suivi de l’Union. La pasteure d'Alès, Clémence Bury, est depuis 2022 présidente de la commission permanente de cette Église.
Historiquement, l’UNEPREF a des liens forts avec la faculté Jean-Calvin (ancienne faculté libre de théologie d’Aix-en-Provence).

## En savoir plus